# Аборты в Непале
Аборты в Непале разрешены по желанию в течение первых 12 недель беременности и на сроке до 28 недель после зачатия при особых обстоятельствах. Непал узаконил аборты в марте 2002 года в соответствии с 11-й поправкой к Гражданскому кодексу. Легальная услуга была успешно внедрена 25 декабря 2003 года. Высокий уровень материнской смертности в Непале привёл к тому, что правительство легализовало аборты. Более 500 000 женщин пытались сделать аборт в период с 2004 по 2014 год.

## Методы абортов
В соответствии с услугами, предоставляемыми правительством, женщинам разрешается выбирать между процедурами аборта с применением ручной вакуумной аспирации (MVA) и медикаментозного аборта (MA). Ручная вакуумная аспирация — умеренно опасная процедура, при которой используются расширители канала шейки матки и применяется специальный отсос для извлечения плода. Медикаментозный аборт — метод, который, как правило, предусматривает приём пероральных таблеток для прерывания беременности на ранних сроках. Препараты провоцируют естественный выкидыш, и многие пациентки считают его менее инвазивным вариантом.

## Закон об абортах в Непале
До 2002 года в Непале были строгие законы против абортов, которые предусматривали не только тюремное заключение для беременных женщин, желающих сделать аборт, но и для членов их семей. По имеющимся данным, около 20 % женщин-заключённых были отправлены в тюрьму за попытку прервать беременность.
Согласно закону, принятому в сентябре 2022 года, женщины получали доступ к легальному аборту только при следующих условиях:
- Срок беременности не должен был превышать 12 недель. Пациенткам старше 16 лет не требовалось разрешение мужа или опекуна.
- В случае изнасилования или инцеста срок беременности не должен был превышать 18 недель.
- По рекомендации врача, на любой стадии беременности, если она представляла опасность для физического или психического здоровья беременной женщины, или если плод страдал от серьёзной физической деформации[1].

В 2018 году правительство Непала узаконило прерывание беременности по желанию на сроке до 12 недель, а также до 28 недель в случаях изнасилования, инцеста, угрозы психическому или физическому здоровью женщины и нежизнеспособности плода.